# Manny Oquendo
Manny Oquendo est un percussionniste américain né le 1er janvier 1931 dans le quartier new-yorkais de  Williamsburg et mort le 25 mars 2009 à New York. Il jouait principalement des timbales.

## Biographie
Né en 1931 à Williamsburg, Brooklyn, de parents portoricains, José Manuel Oquendo passe la plupart de ses années de formation à Spanish Harlem.
Il grandit à New York et commence à apprendre à jouer des percussions en 1945. Il joue ensuite dans les groupes de musique tropicale et de musique latine de Carlos Valero, Luis del Campo, Juan "El Boy" Torres, Chano Pozo, Jose Budet, Juanito Sanabria, Marcelino Guerra, Jose Curbelo, et Pupi Campo.
En 1950, il joue du bongo dans l'orchestre du grand Tito Puente. Puis joue avec Tito Rodríguez en 1954 et Vincentico Valdes en 1955.
Il joue pour plusieurs groupes ensuite pour l'orchestre d'Eddie Palmieri, La Perfecta, en 1962.
Il forme son propre groupe de salsa Conjunto Libre (devenu ensuite Libre tout court) en 1974. En 1983 son titre Little Sunflower remporte du succès.
Il meurt le 25 mars 2009 dans le Bronx à l'âge de 78 ans.

## Discographie
- Con Salsa, Con Ritmo (Salsoul Records, 1976)
- Con Salsa, Con Ritmo Vol. 2 (Salsoul, 1979)
- Los Lideres de la Salsa (Salsoul, 1979)
- Libre Increible (Salsoul, 1981)
- Ritmo, Sonido, y Estilo (Montuno Records, 1983)
- Mejor que Nunca (Milestone Records, 1994)
- Muevete! (Milestone, 1996)
- Ahora (Milestone, 1999)
- Tiene Calidad, Vol. 2 (Salsoul, 1999)
- Libre (Eden Ways, 1999)
- Los New Yorkinos (Milestone, 2000)
- Manny Oquendo y su Conjunto Libre (Eden Ways, 2000)